# The 3DO Company
The 3DO Company (ранее именовалась как THDO на фондовой бирже NASDAQ), также известная как 3DO, была разработчиком игровых приставок и сторонним разработчиком игр. Компания была основана в 1991 под названием SMSG, Inc. (рашифровывалось как San Mateo Software Games) сооснователем компании Electronic Arts Трипом Хокинсом совместно с 7 другими компаниями, в число которых входили Goldstar, Matsushita, AT&T, MCA, Time Warner и Electronic Arts.

## История

### Разработки приставок
Сразу после основания компании первоочередной задачей было создание игровых видеосистем нового поколения, работающих с CD, которые могли бы производиться различными партнёрами и по различным лицензиям; в 3DO предполагали брать отчисления за каждую проданную консоль и за каждую выпущенную игру. С точки зрения издателей игр небольшие отчисления в $3 за игру были более выгодны, нежели высокие отчисления компаниям Nintendo и Sega за создание игр для их приставок. Запуск платформы в октябре 1993 года был широко разрекламирован с большим вниманием прессы и прочих массмедиа как части «мультимедийной волны» в компьютерной индустрии того времени.
Консоли 3DO продавались по цене $699, но обещанные «давние фанаты» не демонстрировали стремления скупать игры в больших количествах. Низкий уровень продаж приставок и последующих игр привели к низкому уровню выплат отчислений, выявив тем самым фатальную ошибку политики компании. В октябре 1995 The 3DO Company продает свою приставку нового поколения, названную M2, компании Matsushita и меняет свою сферу деятельности на область разработки игр для игровых приставок других фирм, а также для IBM PC-совместимых компьютеров.

### Сторонние разработки
После закрытия проекта, связанного с приставками, компания приобретает Cyclone Studios, Archetype Interactive и New World Computing. Наибольшую известность компании принесла серия игр Army Men, повествующая об игрушечных пластмассовых зеленых солдатиках, интерес к которым был вновь подогрет несвязанным с ними фильмом История игрушек.
Её другая серия − Might and Magic и, в особенности, Heroes of Might and Magic, созданные дочерней фирмой New World Computing, возможно были самыми популярными среди их игр на момент выпуска. В конце 1990-х компания издала одну из первых трёхмерных MMORPG: Meridian 59, которая дожила до сегодняшних дней с руки некоторых оригинальных разработчиков игры.
Не считая её серии High Heat Baseball, которую ожидал довольно теплый приём, большинство игр компании были жестоко раскритикованы и плохо раскупались, так как покупатели избегали покупать продолжения игр, разочаровавших их ранее.
После нескольких лет борьбы компания признала своё банкротство в мае 2003, сославшись на Главу 11 Кодекса США о банкротстве. Работники были уволены без выходного пособия, а игровые бренды, принадлежащие компании, и прочая интеллектуальная собственность были проданы конкурентам, таким как Microsoft, Namco, Crave и Ubisoft, а кроме того её основатель Трип Хокинс заплатил $405,000 за право на некоторые её старые бренды и «Патентное портфолио в Интернете» компании. Позднее Трип основал компанию Digital Chocolate, специализировавшуюся на разработке игр для мобильных платформ.